# Motel smrti
Motel smrti (anglicky Vacancy) je americký hororový film z roku 2007, který režíroval Nimród Antal.

## Děj
Rozhádaní novomanželé David a Amy se kvůli zácpě na dálnici rozhodnout zkrátit si cestu. Když se jim však pokazí auto, rozhodnou se přespat v nedalekém motelu U Borovic. Přípravu na odpočinek jim však znepříjemní videokazety s nahrávky přímo z jejich pokoje, kde jsou nedávní klienti napadeni a pozabíjeni skupinou lidí. Náhle je také naruší děsuplné bouchání na dveře jejich pokoje, s čímž se David rozhodne vypořádat. Ale s Amy později poznají pravdu, když zjistí, že se stali oběťmi zdejších majitelů, kteří si vraždění natáčejí pomocí skrytých kamer. Spolu ale najdou cestu ven podzemními cestami, kudy se vrahové dopravují do jednotlivých pokojů. Nastává jejich noční můra.